# Newtownshandrum
Newtownshandrum (iriska: Baile Nua Sheandroma) är en ort i republiken Irland.   Den ligger i grevskapet County Cork och provinsen Munster, i den sydvästra delen av landet, 200 km sydväst om huvudstaden Dublin. Newtownshandrum ligger 105 meter över havet och antalet invånare är 405.
Terrängen runt Newtownshandrum är platt. Runt Newtownshandrum är det ganska tätbefolkat, med 65 invånare per kvadratkilometer. Närmaste större samhälle är Ráth Luirc, 5,7 km öster om Newtownshandrum. Trakten runt Newtownshandrum består i huvudsak av gräsmarker.